# Tongomayel-Sirgné
Pour les articles homonymes, voir Tongomayel.
Tongomayel-Sirgné est une commune située dans le département de Koutougou, dans la province du Soum, région du Sahel, au Burkina Faso.